# Птичкина, Наталия Михайловна
Наталия Михайловна  Птичкина (20 июня 1948, Саратов) — советский и российский химик, доктор химических наук, профессор.
Занималась изучением  биополимеров - полисахаридов (ПС), прогрессивными  высокотехнологическими эффективными (в т.ч. с использованием биотехнологий), способами их выделения из природного водорослевого и растительного сырья, изучением  физико-химических свойств ПС и связи этих свойств с химическим строением их макромолекул.

## Биография
Птичкина Наталия Михайловна родилась 20 июня 1948 года в Саратове. Закончила 11 классов 19-й средней школы. С 1966-1971 - студентка Саратовского государственного университета (СГУ) имени Н.Г. Чернышевского. В 1971 году с отличием окончила химический факультет СГУ, кафедру физико-химии растворов и студней полимеров.

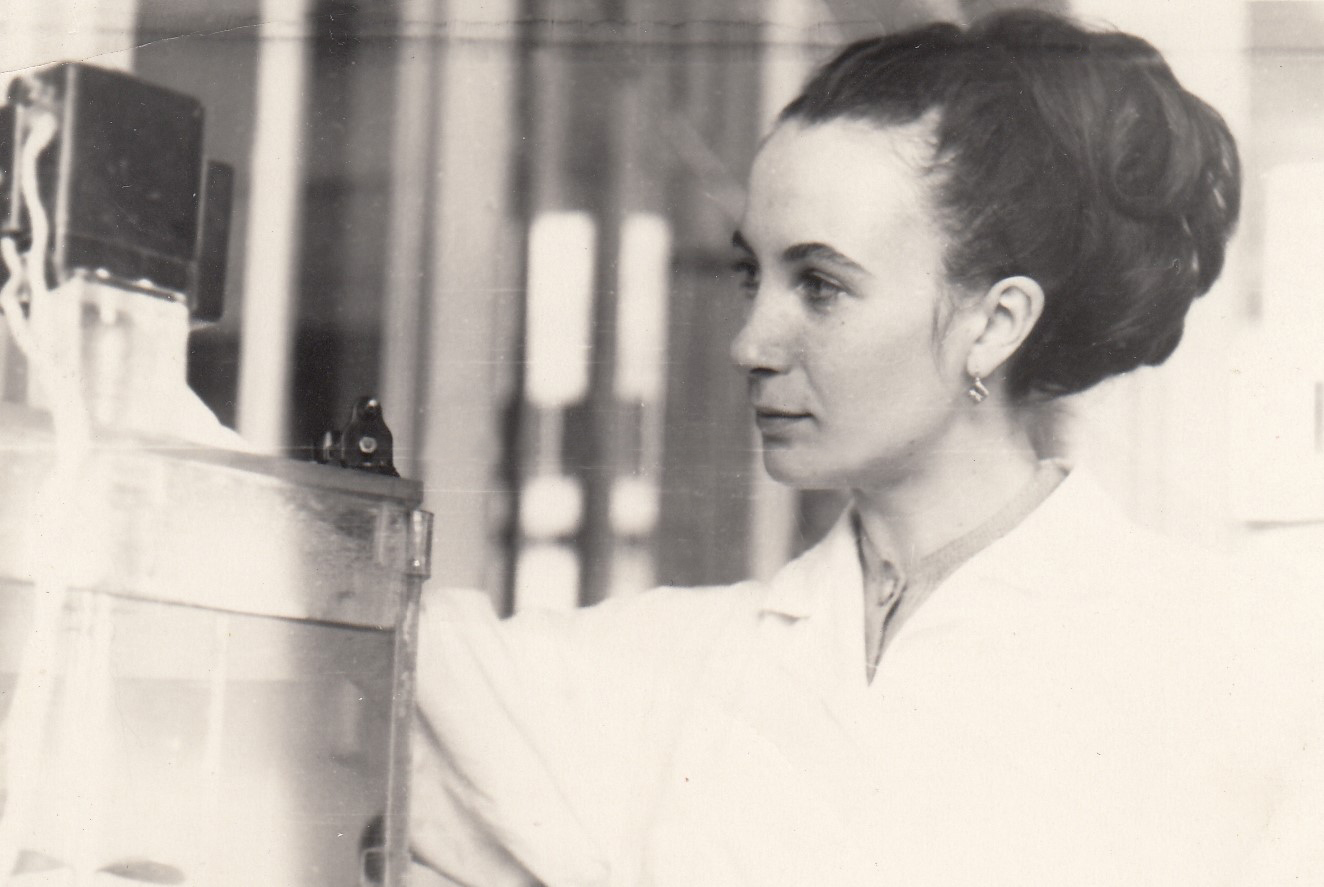
У осмометра при выполнении дипломной работы, СГУ, 1971 г.

В 1971-1977 работала инженером-химиком  на мебельной фирме "Саратов", организовав химическую лабораторию по контролю качества зеркал и гальванических (хром, никель и цинк) покрытий на фурнитуру для мебели, заведовала этой лабораторией.
В 1977-1992 работала в НИИ ХИМИИ СГУ, организовала лабораторию Пищевых полисахаридов, была ее заведующей. В 1988 защитила кандидатскую диссертацию на тему "Физико-химические свойства студнеобразующей системы - фурцелларан вода"( по специальности ВАК РФ 02.00.04 - физическая химия) в СГУ.
В 1992-1997 организовала и заведовала лабораторией Полисахаридов в Поволжском Научно-исследовательском Институте Животноводства и Биотехнологии РАСХН, г. Саратов.
В 1997-2000 - докторант СГУ.
В 2000 защитила докторскую диссертацию на тему "Анализ фазовых и экстракционных равновесий в полисахаридсодержащих системах" (по специальности ВАК РФ 02.00.06 - химия высокомолекулярных соединений) в Институте Химической физики имени Н.Н. Семенова Академии Наук СССР, г. Москва.
В 2000-2016 работала в Саратовском государственном аграрном университете генетики, биотехнологии и инженерии имени Н. И. Вавилова (СГАУ) на должности профессора. Стаж научно-педагогической деятельности - 45 лет. Подготовила 16 кандидатов наук и 3-х докторов наук по четырем специальностям ВАК РФ.
В 2003-2015 являлась членом Ученого и Диссертационного Советов СГАУ имени Н.И. Вавилова по присуждению ученых степеней кандидата либо доктора наук, с 2014 года - Эксперт Федерального реестра экспертов научно-технической сферы в области биотехнологии Министерства Образования и Науки Российской Федерации.
С 2016 года года по настоящее время проживает в Геленджике.

## Научная деятельность
Научно-исследовательская деятельность Птичкиной Наталии Михайловны была направлена на разработку и создание интенсивных технологий переработки продукции растениеводства и марикультуры с целью получения стратегически важных для страны пищевых студнеобразователей и создания на их основе ряда новых функциональных продуктов питания различного агрегатного состояния (студни, пены, вязкие, жидкие, твердые) как общего, так и лечебно-профилактического назначения.
По заданию ГКНТ СССР  был разработан и внедрен в производство Агарового цеха колхоза Накотне Латвийской ССР способ получения фурцелларана - пищевого студнеобразователя, аналога агара. Способ позволил на 40% увеличить выход продукта и обеспечить им 92 кондитерские фабрики СССР. Годовой эффект от внедрения в 1979 году составил 1 млн. 300 тыс. рублей. Способ защищен Авторским свидетельством СССР, удостоен двух золотых и трех серебряных медалей ВДНХ СССР.
Учитывая острый дефицит пектина для России, под руководством Н.М. Птичкиной были разработаны два способа получения пектина, один из которых биотехнологический с использованием отечественных ферментных препаратов, из нетрадиционного для этой цели сырья - плодов тыквы; выход биопектина увеличен на 30%. Оба способа получения пектина защищены патентами РФ. В совместных работах с учеными Великобритании (университет г. Кранфилд) на базе ИБФРМ РАН, г. Саратов при поддержке Минобрнауки РФ в 1993-1996 гг. были проведены комплексные НИР, показавшие значительное превосходство тыквенного пектина в сравнении с зарубежными аналогами - яблочным и цитрусовым пектинами.
Совместно с НИТИ ТЕСАР (г. Саратов) разработана комплексная безотходная технология переработки плодов тыквы на сок, семена, порошок, пектин и обогащенный белком оставшийся жом для корма с/х животным для увеличения их продуктивности.

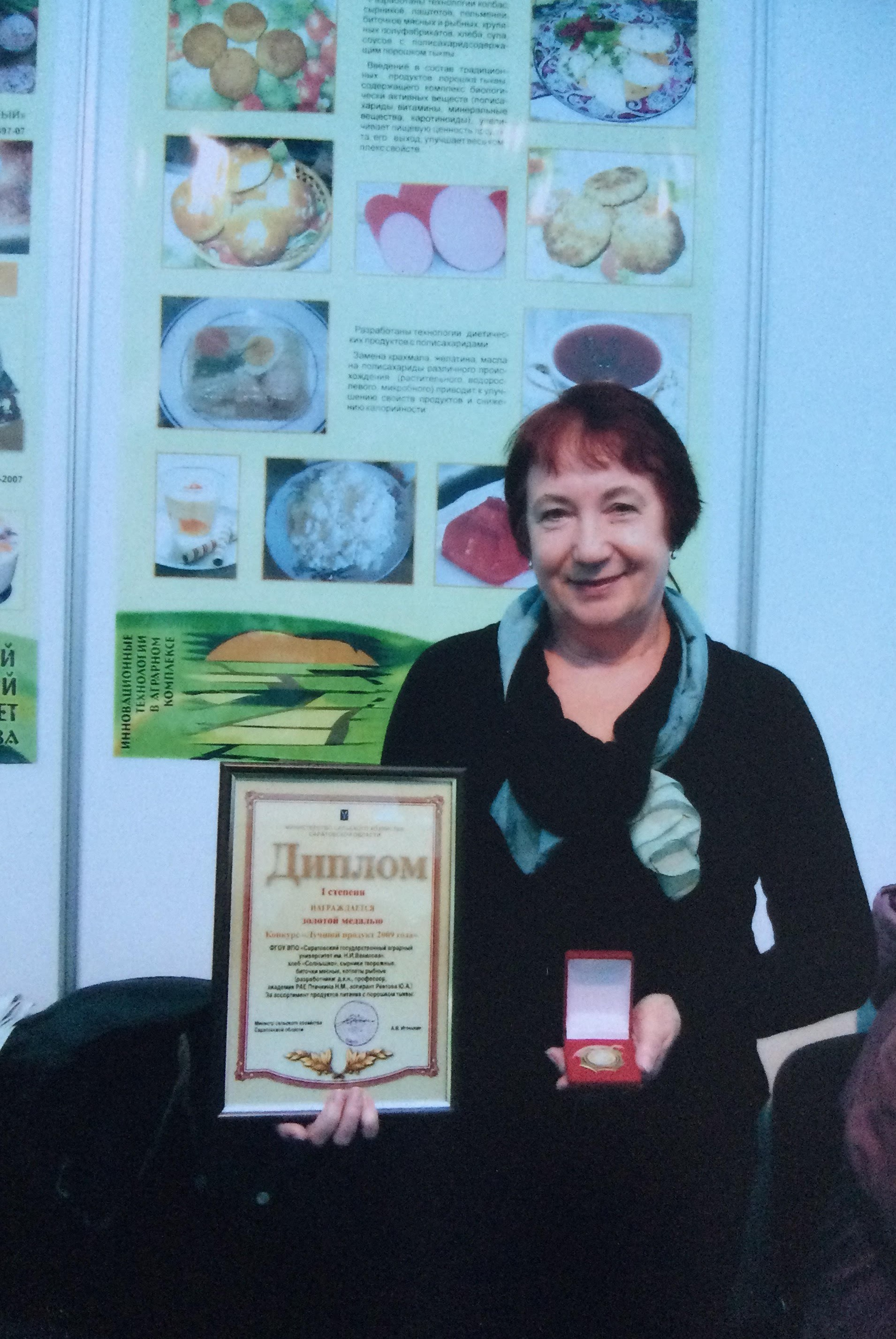
Салон Изобретеней и Инноваций, г. Саратов, 2009 г.

Под руководством Птичкиной Н.М. проведены исследования по Региональной программе Ассоциация "Аграрное образование и наука" с 2005-2013 гг. Были получены результаты, практическое значение которых заключается в следующих разработках:
- Разработка интенсивных безотходных технологий глубокой переработке продукции растениеводства, включающих ассортимент новых продуктов питания, в том числе профилактического и диетического назначения, обогащенных отечественными натуральными биокорректорами, что защищено десятью патентами РФ и внедрено в городе Саратове на предприятиях общественного питания, в вузах, на Молочном Комбинате Детского Питания, на мясоперерабатывающих предприятиях "Фамильные колбасы" и "Дубки",
- Разработка технологий по утилизации и использованию молочной сыворотки, пахты, сывороточных белков и обезжиренного молока в продуктах питания для создания структурно-сложных пищевых систем с высокими потребительскими характеристиками,
- Разработка технологий производства кислородосодержащих продуктов на основе творожной сыворотки с пищевымим волокнами для больных хронической сердечной недостаточностью I-IV функционального класса. Целесообразность данных исследований подтверждена клиническими испытаниями, проведенными в 2013 году в Саратовском НИИ кардиологии Министерства здравоохранения РФ при поддержке гранта Президента РФ.

Проводимые НИР многократно награждались медалями, дипломами и грамотами на Региональных и Всероссийских выставках, Салонах Изобретений и Инноваций.
Под руководством Птичкиной Н.М. в 2009 г. в Саратовском государственном аграрном университете генетики, биотехнологии и инженерии имени Н. И. Вавилова (СГАУ) создана научная школа  "Исследования и разработка технологий структурированных продуктов питания функционального назначения". По данному направлению исследований по четырем специальностям ВАК РФ защищены 13 кандидатских и 2 докторские диссертации, подготовлены к защите еще три кандидатских и одна докторская диссертации. Научная школа регулярно получала первые места (с 1-3) в рейтинге научных школ СГАУ.
Студенческие работы под руководством Птичкиной Н.М. трижды занимали первое место на Российском конкурсе студенческих работ. Молодые ученые научной школы Птичкиной Н.М. неоднократно получали Грант Президента РФ. Новизна научных решений Птичкиной Н.М. подтверждена 6-ю Авторскими Свидетельствами СССР и 16-ю патентами РФ. Список научных трудов включает 450 наименований, в том числе 14 монографий, 21 научно-методическое пособие, 70 статей по списку ВАК РФ, 40 статей в индексируемых базах Scopus и Web of Science. Индекс цитирования составляет 367, индекс Хирша 9.
Начиная с 1988 года, Птичкина Н.М. ежегодно представляла РФ с устными докладами на Международных конгрессах EUROCARB , FOOD HYDROCOLLOIDS, GUMS AND STABILISERS FOR THE FOOD INDUSTRY (Болгария, Чехословакия, Китай, Словакия, Япония, Австралия, США, Англия, Шотландия, Уэльс, Ирландия, Сингапур, Дания, Нидерланды, Польша, Норвегия, Тайвань, Иран). В 2015 году был заключен договор о НИР с Исследовательским Институтом Пищевой науки и Технологии (RIFST), г. Мешхед, Иран, что явилось началом продолжительной совместной работы.

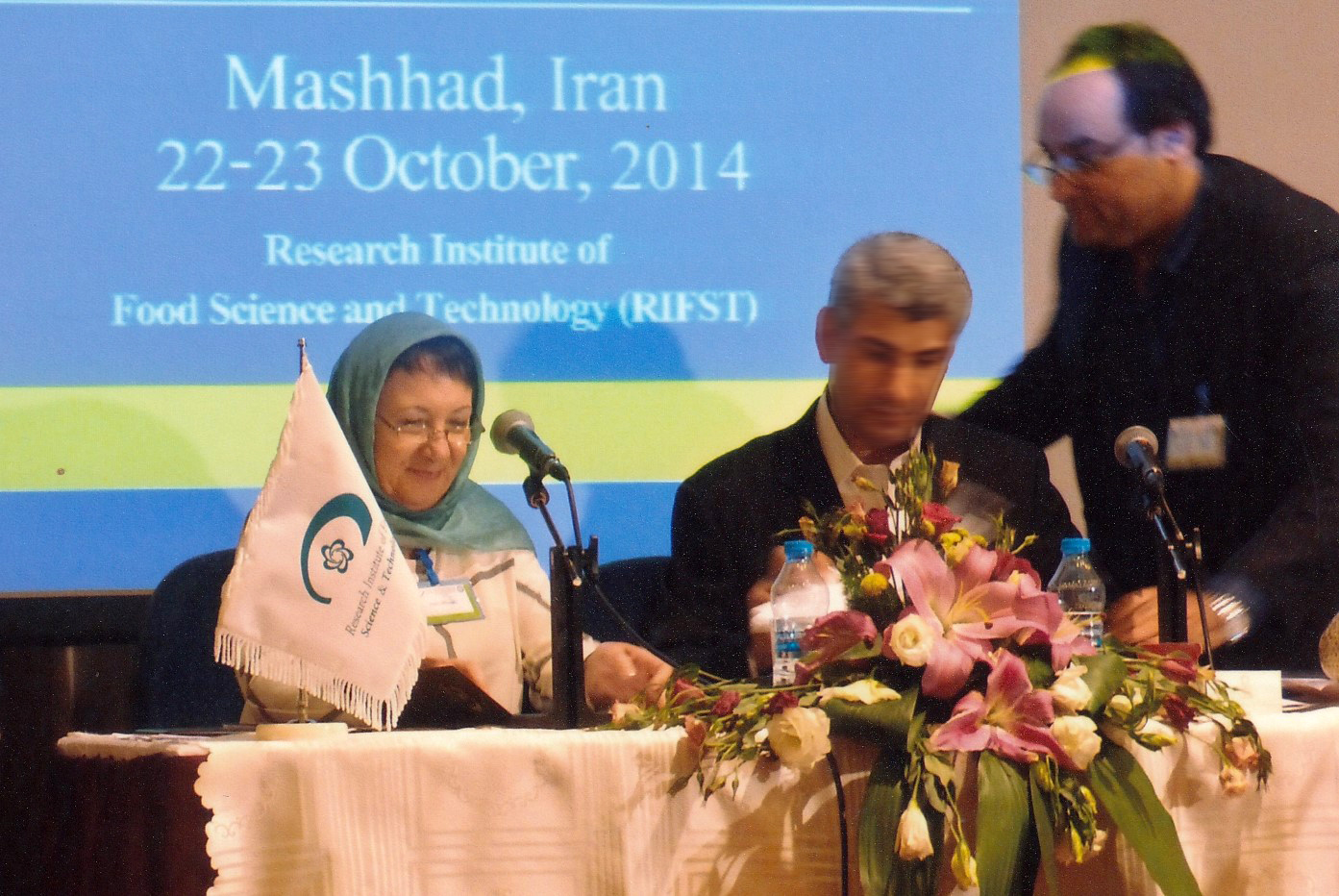
1-я международная конференция по пищевым гидроколлоидам, Иран, 2014 г.

## Награды и премии
- Заслуженный деятель науки Российской Федерации,
- Нагрудный знак Изобретатель СССР
- Орден "Трудом и знанием" Европейского научно-технологического консорциума,
- Медаль В.В.Вернадского за успехи в развитии отечественной науки,
- Почетная грамота Минсельхоза РФ и Департамента кадровой политики и образования,
- Грант Министерства Образования России,
- Гранты Президента РФ,
- Грант Минсельхоза РФ (объем 20 млн.рубл.),
- Почетная грамота Министерства Промышленности и Энергетики Саратовской области,
- Грамоты ректора СГАУ им.Н.И.Вавилова за большой вклад в науку и педагогическую деятельность,
- Грамоты и медали Салонов Инноваций и инвестиций (г. Саратов),
- Серебряные и бронзовые  медали ВДНХ СССР,
- Нагрудный знак Почетного работника высшего профессионального образования Российской Федерации,
- Ветеран труда Регионального значения.

## Основные публикации
1. Птичкина Н.М.,Тимофеева Г.Н., Кудашова Р.В., Куличихин С.Я., Малкин А.Я.,Чалых А.Е. // Исследование реологических свойств растворов фурцелларана в процессе застудневания // Высокомолек.соед., 1987 - т.А29.- №5.- С.914-948.
2. Птичкина Н.М., Чалых А.Е., Кудашова Р.В. Сорбция паров ыводы пленками фурцелларана и их структура // Коллоидн.журнал.,1987-.№4.- С.811-815.
3. Птичкина Н.М., Кудашова Р.В., Монина Н.А.,Чалых А.Е. Фазовое разделение в системе фурцелларан-вода // Коллоидн.журнал.,1988 - т.50.- №4.- С.724-728.
4. Птичкина Н.М., Вдовин О.С., Птичкин И.И. Исследование структуры студней  К-фурцелларана //Деп.в ВИНИТИ №9033 - D88, 1988 - С.1-9.
5. Ptichkina N.M., Chalykh A.E. Structural aspects of phase separation in the furcellaran-water system // Cabohydr. Research, 1990 - V.204.- P.161-166.
6. Птичкина Н.М., Данилова И.А., Ишин А.,Г. Пектин из Тыквы // Вестник РАСХН, 1993 - №1. - С 70-71.
7. Ptichkina N.M., Danilova I.A., Doxastakis G., Kasapis S., Morris E. Pumpkin pectin: gel formation at unusually low concentrations // Carbohydr.Polym.,1994 - V.236.- P.265-273.
8. Птичкин И.И., Птичкина Н.М. Пищевые полисахариды: Структурные уровни и функциональность / .- ФГОУ ВПО "Саратовский ГАУ" - Саратов, 2005.-164с. ISBN 5-7011-0264-5
9. Птичкина Н.М., Клюкина О.Н.,Неповинных Н.В., Кунташов Е.В. и др. Инновационные технологии комплексной переработки продукции сельского хозяйства и ее отходов на территории Российской Федерации - Саратов: издательство "Саратовский источник", 2015 -289 с. ISBN 978-5-91879-521-7
10. Nataliia Ptichkina and Nataliia Nepovinnykh. - Textural Characteristics of Traditional Russian Foods - 253-267 PP. // Textural Characteristics of World Foods ( K. Nishinari, ed.) - John Wiley,UK - 388 P.  ISBN 9781119430797